# アンヘル・アルカサール・デ・ベラスコ
アンヘル・アルカサール・デ・ベラスコ（ Ángel Alcázar de Velasco、1909年 - 2001年）は、スペインのジャーナリスト・スパイ。
第二次世界大戦下において、ナチス・ドイツや大日本帝国のスパイとして活動した事で知られている。

## 生涯

### 前半生
1909年にグアダラハラ県にある、ヘッセン方伯フィリップ1世の末裔にあたる貧しい農家に生まれる。
家計を支えるべく、12歳でマドリードやトレドで闘牛士見習いとして働き始め、20歳頃にはマドリードでも著名な闘牛士となった。
1932年にサラマンカ大学で哲学の学位を取得し、卒業後は「ラ・ナシオン」紙の記者となった。翌1933年には、ファランヘ党の創立メンバーとなり、党機関紙の記者としての活動も開始した。1934年に起きたアストゥリアス革命の取材に際しては、ホセ・アントニオ・プリモ・デ・リベラ党首から勲章を授与されている。
筋金入りの右翼急進主義者かつ反ユダヤ主義者だったベラスコは、スペイン国内で活動するナチ党ないし アプヴェーア（ドイツ国防軍情報部）の上層部から知己を得るに至った。1935年の第二次エチオピア戦争勃発に伴い、戦時特派員としてエチオピアへ渡った際は、その情報収集力の高さがヴィルヘルム・カナリス情報部長の目に留まり、ドイツ本国で秘密諜報員としての教育を受ける事となった。

### スペイン内戦下
帰国後は、ファランヘ党のヒットマンとしても活動していた事から、内戦の勃発に際して、共和国に対する反逆者と見なされ、ビルバオの刑務所に投獄される事となった。しかし、移送時に看守の隙を見て脱獄し、ナショナリスト派の占領区域にまで逃げ込み、1936年7月18日の反乱軍による蜂起にも馳せ参じる事となった。
だが、1937年4月にフランシスコ・フランコがファランヘ党と複数の保守系反共和国団体との合同を強行するなど、これまでの党の性格を否定し、自身の統制下に置く方針を採った。この事に党の古参指導部は強く反発し、ベラスコ自身も2回に亘って、フランコの暗殺を計画したものの、全て失敗に終わった。これによって、ベラスコは争乱へ参加した容疑で逮捕され、「軍事的反乱」を試みた罪状により、裁判で終身刑を宣告された。
刑が確定した後は、複数の刑務所をたらい回しにされ、最終的にパンプローナのサン・クリストバル砦へ収監される事となった。そこでベラスコは、内戦における共和国派の囚人による大規模な脱獄に巻き込まれた事から、騒ぎに乗じてパンプローナの市街地まで脱出し、ナショナリスト派側の当局に一連の経緯を告発する事に成功した。この功績によって、ベラスコの刑期は僅か2年に短縮される事となった。

### 第二次世界大戦下

#### アプヴェーアにおける活動
1940年1月には、当時のラモン・セラーノ・スニェール内務大臣と懇意にしていた事から、マドリードにある政治学研究所の報道担当官に任ぜられた。ベラスコの役割は、パートナーであるミゲル・ピエルナヴィエハ・デル・ポゾがドイツへの報告書の打電を行う一方で、スペイン国内にスパイ網を構築する事だった。この任務における主たる目的は、イギリス大使館の職員から、イギリス船の動向に関する情報を入手し、最終的にはジブラルタルの岩を爆破する事だった。作戦実行の可否を判断するにあたって、同年7月にアプヴェーアからカナリス部長自らがスペインを訪れたが、フランコ政権は参戦に渋りがちであると判断した事もあって、作戦は立ち消えに終わる事となった。
また、アプヴェーアのスパイとして渡英する事を謀るべく、イギリスの駐スペイン大使であるサミュエル・ホーアとの会談の場において、自身を反フランコ主義のラジカルなファランジストであると売り込んだ。反フランコの盟友を得たと判断したホーアは、駐英スペイン大使館の報道担当官に就任する為には、イギリス外務省のアグレマンが欲しい、というベラスコの要望を受け入れた。
1940年秋に渡英し、カナリスのファーストネームをスペイン語読みにした「ギレルモ」のコードネームで、諜報活動に従事する事となった。赴任後は、反フランコの在英スペイン人ジャーナリストのほか、スコットランドやウェールズの分離主義者を取り込み、ザ・ブリッツによるロンドン市内の被害状況や、イギリス軍の編成に関する情報をドイツへ送っただけでなく、協力者達を反フランコのゲリラとして育成する事も目論んだ。しかしスペイン大使館は、適切な情報セキュリティ対策を講じていなかったため、前述したベラスコによるスパイ行為は、その大部分がMI5によって傍受される事となった。
1941年3月からは、国家保安本部第IV局（ゲシュタポ局）E部（防諜部）部長であるヴァルター・シェレンベルク親衛隊少将の指揮下に入り、ポルトガルにおけるウィンザー公爵の誘拐を目的とした、ウィリー作戦に携わる事となった。ベラスコは、スペイン政府からの密使の一人として、リスボン滞在中のウィンザー公と会談し、中立国たるスペインだけが安全に過ごせるとして、渡西を勧めたものの、結局はこの事が、イギリス政府によってウィンザー公がバハマへ送られる切っ掛けを作る要因の一つとなった。

#### 東機関における活動
1941年12月のマレー作戦に伴い、太平洋戦争が勃発した。日本は、連合国側に関する情報を切望していたものの、アメリカ国内の日本とドイツによるスパイ網は壊滅させられており、特に日本にとってアメリカにおける情報提供者を獲得する事は、火急の課題だった。
そんな中、カナリスが日米開戦の数日後、フランコ総統へ向けて「アメリカにおける日本側のスパイ網構築には、ベラスコが適任である」と進言した事がきっかけで、ベラスコはスニェール外相から帰国命令が下された。帰国後まもなく、ベラスコは日本公使館の須磨弥吉郎公使と三浦文夫一等書記官らとの接触を開始し、スニェールによる日本側への強い推薦もあって、1942年初頭から「東機関」における諜報活動に従事する様になった。
アメリカ国内に潜伏したベラスコの配下達は、フォード社による戦闘機の生産能率が、飛躍的に向上している事をはじめ、南太平洋における米軍による反攻作戦、山本五十六機の撃墜計画といった重大な情報を、時には教会の神父に変装して、出征する海兵隊の兵士による懺悔から引き出すなどして、収集する成果を挙げた。情報を受けたベラスコは、それらを三浦へ伝達し、東京へ打電されるという経緯を辿った。
また、1942年夏にベラスコ達が掴んだ
といった情報も、「米軍の反攻は、1943年中期以降だ」という、開戦当初からの情報判断に固執した参謀本部によって握り潰され、この事がガダルカナル島の戦いにおける惨敗の大きな原因となった。
しかし、ベラスコ達によって日本へもたらされた数々の情報は、その殆どが戦略策定に活かされる事はなかった。その一つが、当時機密中の機密であった原子爆弾に関する情報だった。ベラスコは戦後、広島・長崎に投下される3年以上前の段階で、「化学研究所での爆発の際、広範に1000度以上の高温を発する新型爆弾を開発した」との情報を日本へ報告したにもかかわらず、黙殺されたという旨の証言をしている。
後にベラスコは、NHKによるインタビューの中で 、
「情報員に過ぎない自分でも、近々大規模なアメリカ側の反攻が、中部太平洋地域において行われるという事が解った。でもどうしてその情報を、日本は取り上げなかったのか。」
「日本は情報の使い方が下手だ。利用の仕方を知らなかったか、それとも情報を利用するのが嫌いだったのだろう。情報がどんなに大切かを知っている人もいただろうに。」
と語っている。
1944年に入って、アメリカは日本によるパープル暗号を解読した事によって、マドリードからの東機関による情報を把握する様になった。同年7月には、上述した原爆に関する情報の収拾を担当していたベラスコの配下である青年スパイが、ラスベガスでCIAの工作員と思われる人物に射殺された事をきっかけに、東機関の実態が本格的に把握される様になった。ベラスコも、自身がアメリカから暗殺の標的にされた事を察した事によって、ドイツへ亡命し、これに伴う形で東機関は、事実上の壊滅に追い込まれた。

#### 大戦末期
ドイツへ渡った後は、再び親衛隊の指揮下で働く事となった。最初に命じられた役割は、同年2月にカナリスが失脚した事に伴う、アプヴェーアの解体業務を補佐する事だった。その後は、1945年4月24日までベルリンの総統地下壕に留まり、脱出に成功した後はミュンヘン・リヒテンシュタイン・スイスを経由して、スペインへの帰国を果たした。
帰国後も、ナチス高官の南米への亡命を援助し続け、その中にはマルティン・ボルマンもいたとされている。

### 戦後
第二次世界大戦後のベラスコは、スペイン陸軍省情報部の特別顧問という肩書きを得たうえで、ジャーナリストとしての活動に専念する様になった。「ラ・タルド」紙の特派員としてパリやブエノスアイレスへ渡ったほか、メキシコの大手新聞社が発行する文芸付録誌の編集長、フランスの通信社における編集委員、ファランヘ党報道局長などを歴任した。ただベラスコ自身は、1958年までスパイとしての活動を、完全に放棄していなかった事を、後に明らかにしている。
2001年5月に、マドリード北西部のガラパガルにおいて、92歳で亡くなった。

## 参考資料
- NHK特集「私は日本のスパイだった〜秘密諜報員ベラスコ〜」（1982年9月20日放送）